# アレクサンダー広場

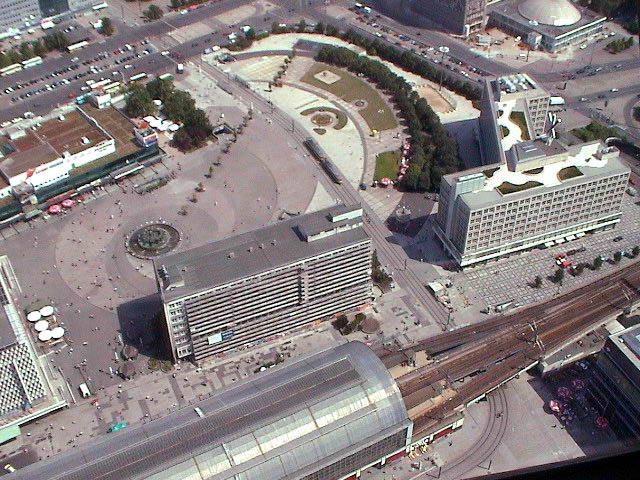
テレビ塔からみたアレクサンダー広場、2002年。下方はアレクサンダー広場駅

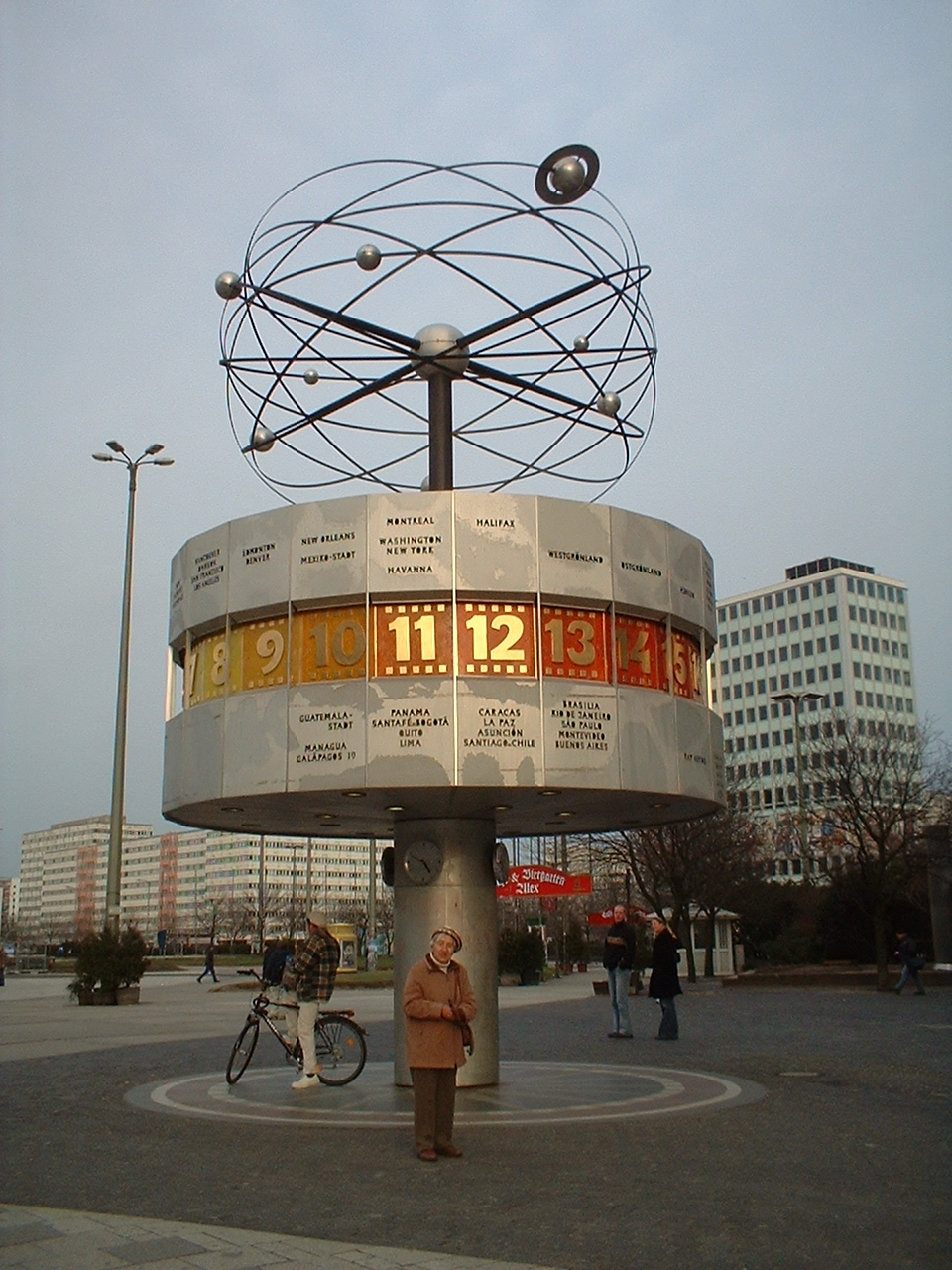
アレクサンダー広場にあるウーラニアー世界時計

アレクサンダー広場（アレクサンダーひろば、ドイツ語: Alexanderplatz）は、ドイツの首都ベルリンのミッテ区にある広場。同市の交通の要衝でもあり、近くにはベルリン大聖堂や赤の市庁舎がありシュプレー川が流れている。

## 概要
元は牛の市場であった。ロシア皇帝のアレクサンドル1世が、1805年10月25日にベルリンを訪れたことを祝って、名づけられた。19世紀には、近くに建設された同名の駅や私設の市場と共に、重要な役割を果たすようになり、主要な商業センターとなった。1920年代には、ポツダム広場と共にベルリンのナイトライフの中心となった。
広場は何度か再開発され、分断時代では1960年代に東ドイツによって行われた。この時にベルリンテレビ塔、
高層ビルのホテル・シュタット・ベルリンや国営デパートのツェントルムなどが広場に面して建てられ、西側に東ドイツの高い経済成長ぶりを見せるショールーム的存在となった　
2006年には広場の模様や作りを変える工場が行われ、南東側に新しく建物が建設されている。
広場にはウーラニアー世界時計があり、待ち合わせ場所に利用されている。